# ヴァルター・ブーフ

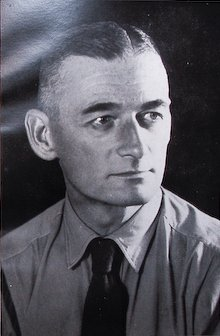
ヴァルター・ブーフ

ヴァルター・ブーフ（Walter Buch、1883年10月24日 - 1949年9月12日）は、ドイツの軍人、政治家。国家社会主義ドイツ労働者党（ナチ党）全国指導者。ナチ党の調査及び調停委員会 (USCHLA) の委員長、後にナチ党最高裁判所長官を務めた。陸軍の最終階級は少佐。親衛隊での最終階級は親衛隊大将。

## 経歴
ドイツ帝国領邦バーデン大公国のブルッフザール（Bruchsal）に裁判官の息子として生まれる。コンスタンツの114歩兵連隊に入隊し、第一次世界大戦時には大隊長として出征した。その後、2年間下士官養成学校の教官をしていた。
戦争が終わるとともに退役した。最終階級は少佐だった。
戦後、退役軍人会に所属。少年教育のための学院の創設に務めた。1922年に国家社会主義ドイツ労働者党に入党。1923年8月1日に突撃隊に入隊し、ニュルンベルク、フランケンの突撃隊の指揮官となった。11月9日のミュンヘン一揆にも参加している。ナチ党再建後の1925年に再入党し（党員番号7,733）、ミュンヘンの突撃隊の指導者に任じられている。
1927年に党の調査及び調停委員会の委員長に任じられた。ナチ党員間の争いの調停や不穏分子の監視を行う機関で「褐色館のチェーカー」と呼ばれ忌み嫌われた。これによってブーフは党内に敵を大量に作った。
1929年9月には娘のゲルダがマルティン・ボルマンと結婚した。ボルマンにとって党幹部と親密な関係を持つ上で重要な結婚となった。しかし、やがてボルマンとブーフは対立関係となった。
1932年3月に突撃隊上層部の道徳的浄化を考え、エルンスト・レームらの暗殺を計画するが、計画が外部に漏れたため未遂に終わっている。
1933年3月31日には党の全国指導者の一人となった。7月1日に親衛隊名誉指導者として親衛隊に入隊し（隊員番号81,353）、親衛隊中将の階級が与えられた。
1933年11月ドイツ国会選挙で選挙区15区（東ハノーファー地区）から選出され国会議員となる。
1934年1月1日に調査及び調停委員会は党最高裁判所に改編され、ブーフは党最高裁判所長官に就任した。1934年6月30日の長いナイフの夜ではアドルフ・ヒトラーに随行してバート・ヴィースゼーでのレーム以下突撃隊幹部の逮捕に携わり、その後のシュターデルハイム刑務所での銃殺活動にも参加した。11月9日には親衛隊大将へと昇進した。
ブーフは熱烈な反ユダヤ主義者であり、ユダヤ人への憎悪をむき出しにした。ユダヤ人は法律の枠外の存在であると公言し、1938年10月21日には『ドイツ司法』への寄稿記事の中で「ユダヤ人は人間ではない。腐敗物があのような形をしているだけだ。」などと書きたてた。その直後に行った1938年11月の水晶の夜事件でもユダヤ人虐殺を行った党員たちを「命令に従っただけ」として無罪放免にした。
戦後、非ナチ化法廷にかけられて5年の重労働判決を受けた。更に1949年7月に「重要犯罪者」に分類されて再び非ナチ化法廷にかけられたが、11月12日に手首を切って入水自殺した。

## キャリア

### 階級[5]
- 1902年9月30日、士官候補生
- 1904年1月27日、少尉
- 1913年、中尉
- 1915年、大尉
- 1918年11月20日、少佐
- 1931年12月18日、突撃隊中将
- 1933年7月1日、親衛隊中将
- 1934年11月9日、親衛隊大将

### 受章[13]
- 鉄十字勲章
  - 二級鉄十字章
  - 一級鉄十字章
- 戦功十字章
  - 二級剣付戦功十字章
  - 一級剣付戦功十字章
- 名誉十字章前線戦士章(1934年)
- 金枠党員章(1934年)
- 血の勲章（1936年7月6日）
- コブルク章（ドイツ語版）
- 金枠ヒトラー・ユーゲント名誉章
- 勤続章（ドイツ語版）
  - ナチ党勤続章
    - 銅章
    - 銀章
    - 金章
- 1929年ニュルンベルク党大会章（1929年）
- オリンピック勲章（ドイツ語版）
  - 一級オリンピック勲章（1936年）
- 親衛隊全国指導者名誉長剣(1937年12月1日)
- 親衛隊名誉リング(1934年12月25日)